# Erwin Huxhold
Erwin Huxhold (* 9. Dezember 1914 in Breslau; † 25. Juni 2005 in Bretten) war ein deutscher Architekt, Hochschullehrer und Autor zahlreicher Publikationen zum Fachwerkbau im Kraichgau.

## Leben
Erwin Huxhold studierte nach dem bestandenen Abitur an der Technischen Hochschule Breslau Architektur. 1937 musste er wegen des Einzugs zum zweijährigen Wehrdienst und dem anschließenden Kriegsdienst von 1939 bis 1945 sein Studium unterbrechen. Nach seiner Entlassung aus britischer Kriegsgefangenschaft zog er nach Bretten, wo seine zukünftige Frau lebte, die er während des Krieges kennengelernt hatte. Er setzte sein Studium an der Technischen Hochschule Karlsruhe fort und schloss es 1947 als Diplom-Ingenieur ab. 1954 wurde er an der gleichen Hochschule zum Doktor-Ingenieur promoviert.
Zunächst arbeitete Erwin Huxhold als selbständiger Architekt in Bretten. 1962 erhielt er einen Ruf als Professor an die Fachhochschule Karlsruhe, wo er Entwerfen und Innenraumgestaltung lehrte. Im Jahr 1980 wurde er emeritiert.
Seit seinem Studium beschäftigte sich Erwin Huxhold mit dem historischen Fachwerkbau vom Mittelalter bis ins 19. Jahrhundert. Im Kraichgau erforschte er umfassend die vorhandenen Fachwerkbauten und veröffentlichte dazu viele Publikationen. Er vertrat über zwei Jahrzehnte die Denkmalpflege im Beirat des Heimatvereins Kraichgau und organisierte die Wanderausstellung Die Fachwerkhäuser im Kraichgau.
Für sein umfassendes Wirken wurde er anlässlich der Heimattage 1994 in Ettlingen mit der Medaille Für Verdienste um die Heimat Baden-Württemberg ausgezeichnet.

## Schriften (Auswahl)
- Die älteren Fachwerkbauten im Kraichgau. Dissertation, Technische Hochschule Karlsruhe 1954.
- Das Bürgerhaus zwischen Schwarzwald und Odenwald. (= Das deutsche Bürgerhaus, Band 29.) Tübingen 1980.
- Die Fachwerkhäuser in Eppingen. In: Rund um den Ottilienberg. Beiträge zur Geschichte der Stadt Eppingen und Umgebung. Band 4, Heimatfreunde Eppingen, Eppingen 1986, S. 145–170.
- Die „Alte Universität“ in Eppingen. Sanierung eines Fachwerkgebäudes. In: Kraichgau. Beiträge zur Landschafts- und Heimatforschung, Folge 11, 1989, S. 220–247.
- Die Fachwerkhäuser in Walldorf. Walldorf 1999.
- Die Fachwerkhäuser im Kraichgau. Ein Führer zu den Baudenkmälern. (herausgegeben vom Heimatverein Kraichgau) 3. ergänzte Auflage, Ubstadt-Weiher 2002, ISBN 3-89735-185-4.